# Lucillus (Konsul)
Lucillus war ein römischer Politiker und Senator. 
Lucillus war laut der Historia Augusta ein Verwandter des Kaisers Gallienus. Er war wohl ein Sohn des Egnatius Lucilianus, Statthalter der Provinz Britannien zwischen 238 und 244. Lucillus könnte daher das Gentilnomen Egnatius getragen haben. Auch Gallienus trug das Gentilnomen von seiner Mutter Egnatia Mariniana.
Lucillus war im Jahr 265 zusammen mit dem Halbbruder des Gallienus, Licinius Valerianus, ordentlicher Konsul.
Vermutlich war Lucillus einer der Verwandten, die nach dem Tod des Gallienus im Jahr 268 in Rom durch den Senat ermordet wurden.